# Aspidopyga cophuroides
Aspidopyga cophuroides är en tvåvingeart som beskrevs av Carrera 1949. Aspidopyga cophuroides ingår i släktet Aspidopyga och familjen rovflugor. Inga underarter finns listade i Catalogue of Life.